# آینه (فیلم ۱۹۱۳)
آینه (انگلیسی: The Mirror) فیلمی صامت به کارگردانی آنتونی اوسالیوان است که در سال ۱۹۱۳ منتشر شد. از بازیگران آن می‌توان به هری کری اشاره کرد.

## بازیگران
- هنری بی. والتهال - مأمور ایستگاه
- کلیر مکداول - دیزی
- لیونل باریمور - پدر دیزی
- هری کری - بی‌خانمان اول
- چارلز وست - بی‌خانمان دوم
- جان تی دیلون - بی‌خانمان سوم